# Samir Nasri
Samir Nasri (* 26. června 1987 Marseille) je bývalý francouzský fotbalista a reprezentant s alžírskými kořeny, který ukončil kariéru v září 2021.
Hrál především jako ofenzivní záložník. Je známý pro své technické schopnosti, kreativitu, rychlost, a
schopnost číst hru. Jeho styl hraní, schopnosti a kulturní zázemí jsou často přirovnávané k francouzské legendě Zinedine Zidanovi.

## Klubová kariéra

### Mládežnické roky
Nasri začal svou fotbalovou kariéru za místní mládežnické kluby v jeho
rodném Marseille. Ve věku devíti let se připojil k profesionálnímu klubu Olympique de Marseille a strávil zde následujících sedm let (v rozvojové akademii v La Commanderie, což je výcvikové středisko klubu).

### Olympique Marseille
Nasri debutoval za Olympique de Marseille v září 2004 ve věku 17 let proti FC Sochaux. V následující sezóně se stal pravidelným hráčem prvního týmu a také se poprvé účastnil evropské soutěže - v sezoně 2005/06 si zahrál v Poháru UEFA. V Marseille dokončil kariéru se 160 zápasy.[zdroj?]

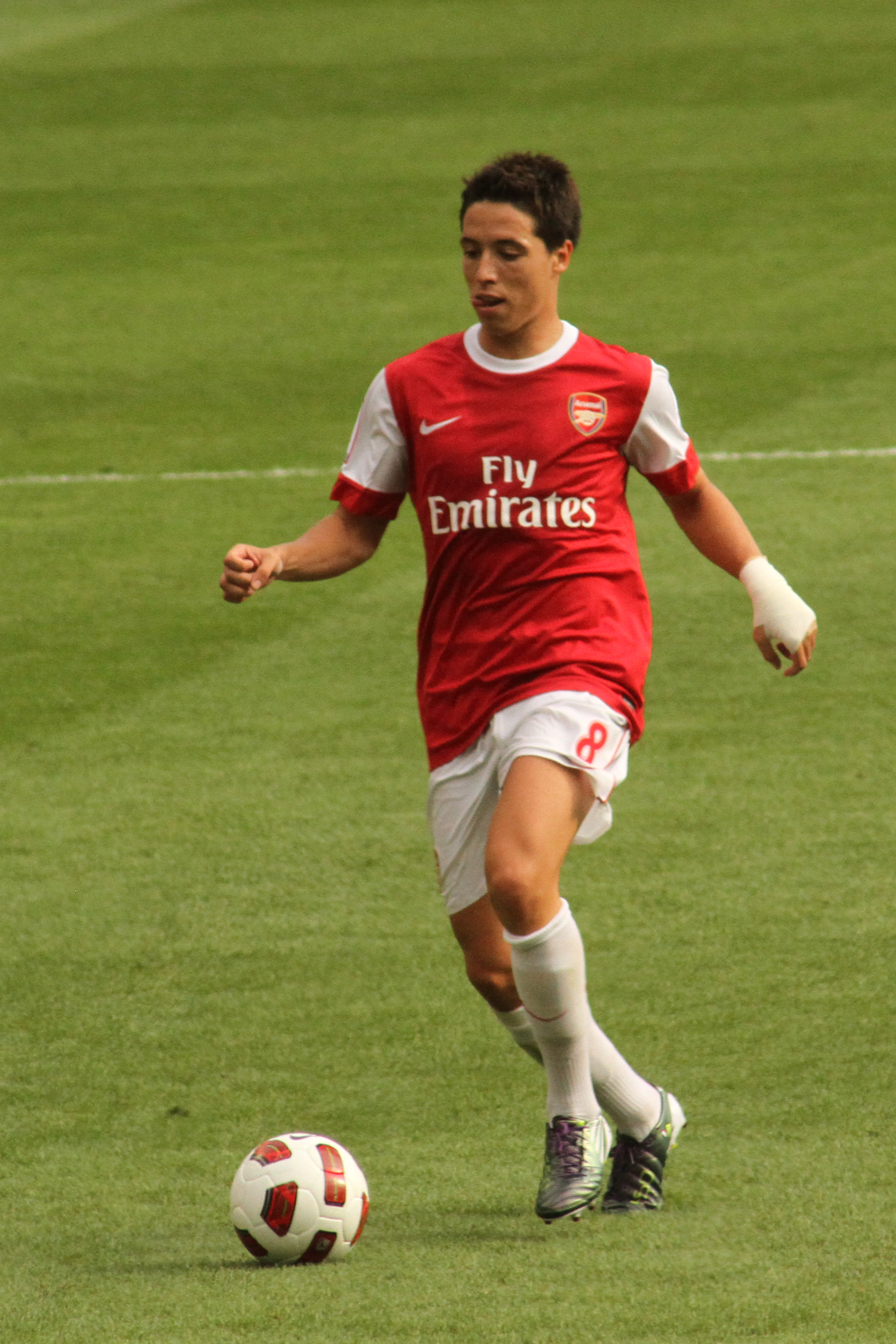
Samir Nasri v dresu Arsenalu FC.

### Arsenal FC
V červnu 2008 Nasri přestoupil do anglického Arsenalu, kde souhlasil se čtyřletou smlouvou. Ve své třetí sezoně byl fanoušky hned 3x zvolen 'PFA Hráčem měsíce' a dostal se také do PFA All-Stars týmu sezony 2010/11. V létě 2011, kdy mu zbýval jeden rok do konce smlouvy ji odmítl prodloužit a manažer Arsène Wenger byl tak nucen hráče buď prodat, nebo jej na konci sezóny nechat odejít zadarmo. Manažer Roberto Mancini o Nasriho projevil zájem a Arsenal od Manchesteru City také dostal oficiální nabídku, na kterou nakonec přistoupil.

### Manchester City FC
V srpnu 2011 přestoupil Nasri do bohatého Manchesteru City za částku okolo 22 miliónů britských liber. Za Citizens v prvních sedmi startech v Premier League stihl šestkrát asistovat spoluhráčům gólovou přihrávkou, svůj první gól vsítil v zápase proti Blackburnu 1. října 2011.
V semifinále FA Cupu sezóny 2012/13 13. dubna 2013 vstřelil jeden gól Chelsea FC, podílel se tak na vítězství Manchesteru City 2:1, který postoupil do finále proti Wiganu Athletic. S Manchesterem City získal dva ligové tituly (2011/12 a 2013/14), jedno prvenství ve Football League Cupu (2013/14) a jedno v anglickém Superpoháru (2012).

### Antalyaspor
V srpnu 2017 opustil anglickou Premier League a zamířil do tureckého prvoligového klubu Antalyaspor.Za ten však odehrál pouze 8 zápasů a po dopingové aféře dostal rok a půl dlouhý distanc.

## Reprezentační kariéra
Zúčastnil se Mistrovství Evropy hráčů do 17 let v roce 2004, který domácí Francie vyhrála, když ve finále porazila Španělsko 2:1. Nasri v tomto utkání skóroval. Byl to první titul pro Francii v této věkové kategorii.

### A-mužstvo
15. března povolal trenér Raymond Domenech Nasriho do francouzského A-mužstva pro kvalifikační zápas na EURO 2008 proti Litvě a následné přátelské utkání proti Rakousku. Proti Litvě do zápasu nezasáhl, byl pouze na lavičce náhradníků, debutoval až v přátelském zápase proti Rakousku 28. března 2007 ve věku 19 let. Samir Nasri se objevil v základní sestavě a podílel se na jediném gólu, který vstřelil jeho spoluhráč Karim Benzema. V 70. minutě byl vystřídán Florentem Maloudou.
Nasri se vrátil do francouzského týmu v červnu a 6. června vstřelil svůj první reprezentační gól v kvalifikaci na EURO 2008 proti Gruzii (byl to jediný gól zápasu).
Druhý gól přidal 16. listopadu v domácím přátelském utkání proti Maroku (remíza 2:2).
10. září 2013 se jedním gólem v kvalifikačním utkání proti domácímu Bělorusku podílel na výhře 4:2, Francie už měla jistou účast minimálně v baráži o Mistrovství světa 2014 a bojovala se Španělskem o první místo zaručující přímou účast na mundialu.

#### EURO 2008
Svými výkony si řekl o nominaci na Mistrovství Evropy ve fotbale 2008 v Rakousku a Švýcarsku. Objevil se hned v prvním utkání základní skupiny C, kde střídal a Francie remizovala s Rumunskem 0:0. U výrazné prohry 1:4 s Nizozemskem Nasri nebyl, ale objevil se v posledním utkání základní skupiny proti Itálii, šel na hřiště v 10. minutě jako náhrada za zraněného Francka Ribéryho. Francie zápas nezvládla, prohrála 0:2 a s turnajem se rozloučila, přičemž dokázala získat jediný bod za úvodní remízu s Rumunskem.

#### EURO 2012
Hrál i na Mistrovství Evropy ve fotbale 2012 v Polsku a na Ukrajině, kde v úvodním zápase základní skupiny zařídil vyrovnání na konečných 1:1 proti Anglii. Odehrál i celé druhé a vítězné utkání proti Ukrajině (výhra Francie 2:0)  a třetí prohrané se Švédskem, kde byl v 77. minutě vystřídán Jérémy Ménezem (Francie prohrála 0:2). Francie postoupila ze druhého místa ze skupiny D do čtvrtfinále se 4 body a utkala se zde s obhájcem titulu Španělskem, jemuž podlehla rovněž 0:2 a s turnajem se rozloučila. Samir Nasri šel na hřiště v 65. minutě za Florenta Maloudu.

### Reprezentační góly
Góly Samira Nasriho za A-mužstvo Francie
| Gól | Datum       | Stadion                             | Soupeř              | Skóre (min.) | Výsledek | Soutěž                   |
| --- | ----------- | ----------------------------------- | ------------------- | ------------ | -------- | ------------------------ |
| 010 | 6.6. 2007   | Stade de l'Abbé-Deschamps, Auxerre  | Gruzie              | 01:0 0(33.)  | 1:0      | kvalifikace na EURO 2008 |
| 02  | 16.11. 2007 | Stade de France, Saint-Denis        | Maroko              | 02:1 0(76.)  | 2:2      | přátelské utkání         |
| 03  | 11.10. 2011 | Stade de France, Saint-Denis        | Bosna a Hercegovina | 01:1 0(78.)  | 1:1      | kvalifikace na EURO 2012 |
| 04  | 11.6. 2012  | Donbas Arena, Doněck, Ukrajina      | Anglie              | 01:1 0(39.)  | 1:1      | EURO 2012                |
| 05  | 10. 9. 2013 | Centrální stadion, Homel, Bělorusko | Bělorusko           | 02:3 0(70.)  | 2:4      | kvalifikace na MS 2014   |

## Individuální ocenění
- "UNFP Mladý hráč roku" pro sezonu 2006-07
- člen All-Stars týmu sezony 2006-07 v Ligue 1
- Francouzský fotbalista roku (2010)
- Tým roku Premier League podle PFA – 2010/11[19]